# Ulex boivinii
Ulex boivinii är en ärtväxtart som beskrevs av Philip Barker Webb. Ulex boivinii ingår i släktet ärttörnen, och familjen ärtväxter. Inga underarter finns listade i Catalogue of Life.